# Indigobandad kungsfiskare
Indigobandad kungsfiskare (Ceyx cyanopectus) är en fågel i familjen kungsfiskare inom ordningen praktfåglar. Den förekommer i Filippinerna.

## Utseende och läte
Indigobandad kungsfiskare är en liten, färgglad kungsfiskare. Ovansidan är djupt indigoblå med ett ljust turkosfärgat band nerför ryggen och fläckar på vingar och huvud. På kind och strupe syns ljusa fläckar, medan den är orangefärgad på bröst och buk. Hanen har ett blått band tvärs över övre delen av bröstet. Vissa kan även ha ett ofullständigt band över delen av bröstet. Fåglar i södra delen av utbredningsområdet har helsvart näbb, medan nordliga fåglar har röd nedre näbbhalva och mer blått på sidorna. Arten liknar kungsfiskaren, men saknar orange på kinden och har åtminstone lite blått på sidorna. Lätet består av en ljus, klingande drill.

## Utbredning och systematik
Indigobandad kungsfiskare förekommer i Filippinerna. Den delas upp i två underarter med följande utbredning:
- Ceyx cyanopectus cyanopectus – Filippinerna: Luzon, Marinduque, Masbate, Mindoro, Sibuyan, Polillo och Ticao
- Ceyx cyanopectus nigrirostris – centrala Filippinerna (Cebu, Negros och Panay)

Birdlife International och IUCN urskiljer underarten nigrirostris som egen art, Ceyx nigrirostris. 

## Levnadssätt
Fågeln hittas i rinnande vattendrag med bevuxna kanter, från låglämnta områden till lägre bergstrakter.

## Status
IUCN bedömer hotstatus för underarterna (eller arterna) var för sig, cyanopectus som livskraftig och nigrirostris som nära hotad.